# Alwin Neuss
Alwin Karl Heinrich Neuss (født 17. juni 1879 i Köln, død 30. oktober 1935 i Berlin) var en tysk skuespiller og filminstruktør, som særligt er kendt for sin rolle som Sherlock Holmes i en række stumfilm i 1910'erne.
Nordisk Film hentede Neuss til Danmark i 1910, hvor han spillede hovedrollen i otte film, bl.a. Hamlet i 1911. Meningen var, at han i kraft af sin status i tysk teater skulle tilføre filmene en aura af kunst og kvalitet, men han var ifølge filmhistoriker Arnold Hending for "stor" i sit udtryk og ikke rigtig vellykket.

## Filmografi i udvalg
- Forræderen (1910)
- Kosakfyrsten (1910)
- Skarpretterens Søn (1910)
- Diamantbedrageren (1910)
- Den skæbnesvangre Opfindelse (1910)
- Spionen fra Tokio (1910)
- Den stjaalne Millionobligation (1911)
- Jagten paa Gentleman-Røveren Singaree (1911)
- Hamlet (1911)
- Baskervilles Hund (1914)
- Cirkusklovnen (som instruktør, 1918)